# Peter Schrank
Peter Schrank (Sankt Gallen, Suïssa, 1952) és un il·lustrador suís que treballa de caricaturista polític de The Independent on Sunday i col·laborador habitual de The Economist. El número de juny de 2014 de la revista El Viejo Topo incloïa una de les vinyetes de Schrank com a il·lustració d'un text sobre la nova geopolítica europea. El seu arxiu personal aplega milers de vinyetes que permeten analitzar les esquerdes que caracteritzen la nostra contemporaneïtat i tractar qualsevol conflicte des d'una mirada amarga i inquisitiva.